# Serapicamptis garbariorum
Serapicamptis garbariorum är en orkidéart som först beskrevs av Josef Murr, och fick sitt nu gällande namn av Julian Mark Hugh Shaw. Serapicamptis garbariorum ingår i släktet Serapicamptis och familjen orkidéer. Inga underarter finns listade i Catalogue of Life.